# Torre del Eichberg

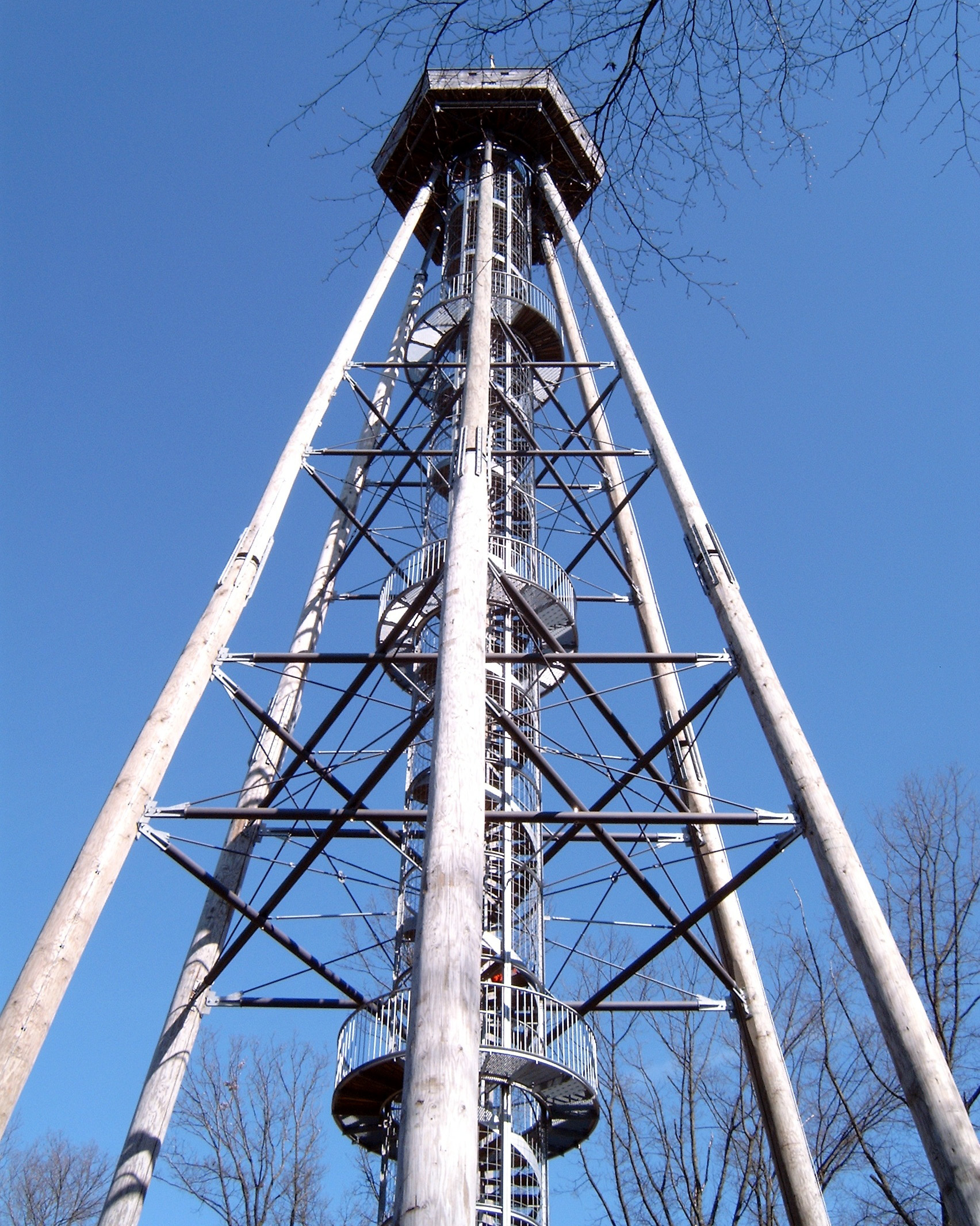
Torre de Eichberg

La Torre del Eichberg (en alemán: Eichbergturm) es una torre de observación sobre el Eichberg, 2 km al norte de Emmendingen, en Baden-Wurtemberg, Alemania. Tiene una altura de 48,19 metros.

## Construcción
De forma troncopiramidal está construida en madera, tiene una escalera de caracol de estructura metálica y peldaños de madera de 240 escalones. La torre fue erigida por una asociación ciudadana y se traspasó a la ciudad de Emmendingen el 17 de septiembre de 2005. Está abierta al público.